# Ekonomika Mali
Ekonomika Mali je do značné míry založena na zemědělství, přičemž převážně venkovské obyvatelstvo se věnuje samozásobitelnému zemědělství.
Mali patří mezi deset nejchudších zemí světa, je jednou z 37 silně zadlužených chudých zemí a je hlavním příjemcem zahraniční pomoci z mnoha zdrojů, včetně multilaterálních organizací (nejvýznamněji Světová banka, Africká rozvojová banka a Arabské fondy) a všestranné programy financované Evropskou unií, Francií, USA, Kanadou, Nizozemskem a Německem. Před rokem 1991 byl hlavním zdrojem ekonomické a vojenské pomoci bývalý Sovětský svaz, Čína a země Varšavské smlouvy.
Hrubý domácí produkt (HDP) na obyvatele Mali činil v roce 1999 820 dolarů. Velké potenciální bohatství Mali spočívá v těžbě a produkci zemědělských komodit, hospodářských zvířat a ryb. Nejproduktivnější zemědělská oblast leží podél břehů řeky Niger, vnitřní delty Nigeru a jihozápadní oblasti kolem Sikasso.

## Makroekonomický trend
Toto je graf HDP Mali za tržní ceny odhadované Mezinárodním měnovým fondem s čísly v milionech franků CFA.
| Rok  | Hrubý domácí produkt | Výměna amerického dolaru | Inflační index (2000 = 100) |
| ---- | -------------------- | ------------------------ | --------------------------- |
| 1980 | 356,026              | 211.29 franků CFA        | 48                          |
| 1985 | 551,381              | 449.37 franků CFA        | n.d.                        |
| 2005 | 2,760,689            | 525.34 franků CFA        | 111                         |

HDP na obyvatele Mali zaznamenal v 70. letech nejvyšší růst 295 %. To se však ukázalo jako neudržitelné a růst se následně v 80. letech snížil na pouhých 5,20 %, následovaný růstem v 90. letech o 24 %.
Průměrná mzda v roce 2009 činila 0,65 USD za hodinu.

## Zemědělství

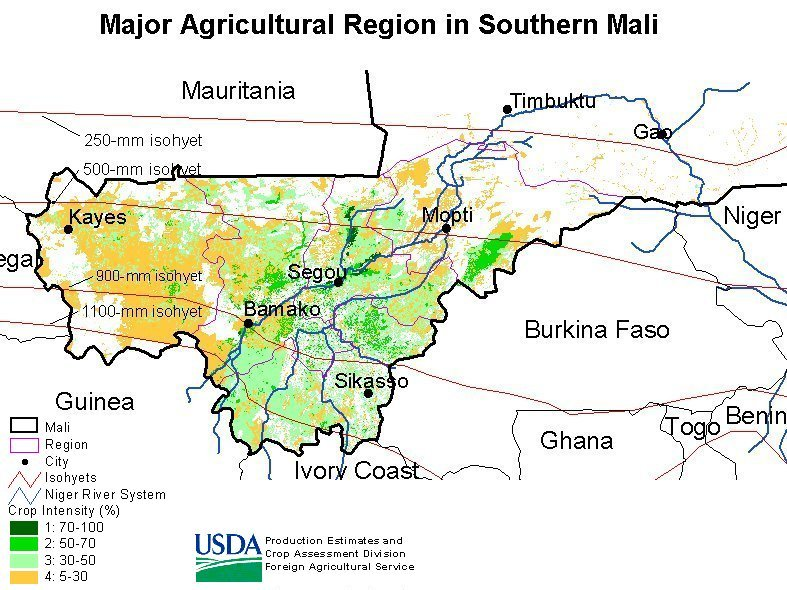
Hlavní zemědělská oblast v jižním Mali s liniemi isohyet s procenty intenzity plodin. Nejproduktivnější zemědělská oblast Mali se nachází mezi Bamakem a Mopti. Voda určená k zavlažování se používá hlavně pro rýži, zatímco bavlna se pěstuje jako plodina se srážkami. (USDA: 2001)

Zemědělské činnosti obsazují 70% pracovní síly Mali a zajišťují 42 % HDP. Bavlna a hospodářská zvířata tvoří 75–80 % ročního vývozu Mali. V zemědělském odvětví dominuje malé tradiční zemědělství, kde se díky samozásobitelskému hospodaření (obilovin, především čiroku, perlového prosa a kukuřice) pěstuje na přibližně 90 % z 14 000 km².
Nejproduktivnější zemědělská oblast leží podél břehu řeky Niger mezi Bamakem a Mopti a zasahuje na jih až k hranicím Guiney, Pobřeží slonoviny a Burkiny Faso. Průměrné srážky se v této oblasti pohybují od 500 mm ročně v oblasti Mopti do 1400 mm na jihu poblíž Sikasso. Tato oblast je nejdůležitější pro produkci bavlny, rýže, perlového prosa, kukuřice, zeleniny, tabáku a stromových plodin.
Roční srážky, kritické pro zemědělství v Mali, jsou od roku 1993 průměrné nebo nadprůměrné. Produkce obilovin, včetně rýže, každoročně rostla a sklizeň bavlny v letech 1997–1998 dosáhla rekordních 500 000 tun.
Až do poloviny 60. let bylo Mali soběstačné v pěstování obilí – perlového prosa, čiroku, rýže a kukuřice. Příčinou deficitu obilí mezi lety 1965–1986 byla politická omezení v oblasti zemědělské výroby, změna stravovacích návyků, rostoucí populace a snížená úroda.
Produkce od roku 1987 vzrostla díky reformám zemědělské politiky provedenými vládou a podporovanými západními dárcovskými zeměmi. Liberalizace výrobních cen a otevřený trh s obilovinami vytvořily podněty pro výrobu. Tyto reformy v kombinaci s přiměřenými srážkami, úspěšnými integrovanými programy venkovského zemědělství na jihu a zlepšeným řízením Office du Niger vedly za posledních pět let k nadbytečné produkci obilovin.

### Rýže
Rýže se intenzivně pěstuje podél břehů Nigeru mezi Ségou a Mopti, s nejdůležitější oblastí produkce rýže v Office du Niger, která se nachází severně od Ségou směrem k mauritánské hranici. Použití vody odkloněné od Nigeru, Office du Niger zavlažuje asi 600 km² půdy pro pěstování rýže a cukrové třtiny. Asi jedna třetina Malijské neloupané rýže se vyrábí v Office du Niger.

### Čirok
Čirok je rozsáhle zasazen v sušších částech země a podél břehů Nigeru ve východním Mali, stejně jako na dně jezer v deltě Nigeru. Během období dešťů pěstovali farmáři poblíž města Dire pšenici na zavlažovaných polích po stovky let. Arašídy se pěstují po celé zemi, ale koncentrují se v oblasti kolem Kity západně od Bamaka.

### Hospodářská zvířata
Zdroj Mali v chovu hospodářských zvířat tvoří miliony skotu, ovcí a koz. Přibližně 40 % stád Mali bylo ztraceno během velkého sucha v letech 1972–1974. Hladina byla postupně obnovována, ale stáda byla opět zničena v období sucha 1983–1985. Neočekává se, že by celková velikost stád Mali dosáhla úrovně před suchem na severu země, kde zásah do pouště přinutil mnoho kočovných pastevců opustit pastorační aktivity a místo toho se obrátit k zemědělství.
Největší koncentrace skotu jsou v oblastech severně od Bamaka a Ségou zasahujících do delty Nigeru, ale pasení se postupně přesouvá na jih kvůli účinkům předchozích such. Ovce, kozy a velbloudi se chovají s výjimkou dobytka v suchých oblastech severně a východně od Timbuktu.

## Rybaření
Niger je důležitým zdrojem ryb a poskytuje obživu pro obyvatel na březích řeky. Přebytek ryb se po vyuzení, osolení, nebo vysušení vyváží. Kvůli suchu a odklonu říční vody pro zemědělství produkce ryb od začátku 80. let neustále klesá.

## Těžba a zdroje
Těžba je již dlouho důležitým aspektem malajské ekonomiky. Zlato, největší zdroj exportu z Mali, se stále těží v jižní oblasti. Na konci 20. století měla Mali třetí nejvyšší produkci zlata v Africe (po Jižní Africe a Ghaně). Tato zlatá pole, z nichž největší leží v pohoří Bambouk v západním Mali (Kenieba Cercle), byla významným zdrojem bohatství a obchodu již v ghanské říši. Těžba soli na dalekém severu, zejména v saharských oázách Taoudenni a Taghaza, je klíčovou součástí malajské ekonomiky po dobu nejméně sedmi set let. Oba zdroje byly životně důležitou součástí transsaharského obchodu sahajícího až do doby římské říše.  
Od 60. do 90. let 20. století se těžba ve státním vlastnictví rozšířila, zejména kvůli zlatu. Poté následovalo období expanze mezinárodní smluvní těžbou.  
Pod vedením Mezinárodní asociace pro rozvoj Mali uvolnilo v roce 1991 prosazování těžebních zákonů, což vedlo k větším zahraničním investicím do těžebního průmyslu.
Od roku 1994 do roku 2007 bylo národním a zahraničním společnostem uděleno přibližně 150 provozních licencí spolu s více než 25 osvědčeními o využívání a více než 200 povoleními k výzkumu. Těžba zlata v Mali oproti 80. letům, kdy se nevytěžila ani půl tuna ročně dramaticky vzrostla, v roce 2007 se vytěžilo více než 50 tun.
Těžařské příjmy dosáhly v roce 2007 celkem 300 miliard franků CFA, což je třicetinásobný nárůst oproti celkovým národním výnosům z těžby v roce 1995, které činily méně než 10 miliard CFA. Vládní příjmy z těžebních smluv představovaly v roce 1989 méně než 1 % státních příjmů oproti tomu v roce 2007 téměř 18 %.
Mali se také soustřeďuje na obnovitelné zdroje energie. Po dokončení globálního přechodu na obnovitelnou energii bude země mezi potenciálními vítězi. Patří jí 11. příčka ze 156 zemí v indexu geopolitických zisků a ztrát po přechodu na obnovitelnou energii (GeGaLo Index).

#### Zlato
V polovině nultých let dvacátého prvního století představovalo zlato přibližně 80 % těžební činnosti i když se na území Mali nachází i velká naleziště jiných nerostných surovin. Zlato se stalo největším exportem po bavlně, jejíž vývoz má v Mali historickou tradici, a hospodářských zvířatech. Postavení zlata jako předního exportního produktu Mali od roku 1999 pomohl zmírnit některé negativní dopady způsobené kolísáním světových trhů s bavlnou a ztrátou obchodu od občanské války v Pobřeží slonoviny.  Mezi velké soukromé investory do těžby zlata patří Anglogold-Ashanti (250 milionů USD) v Sadiole a Yatele a Randgold Resources (140 milionů USD) v Morile. Obě nadnárodní jihoafrické společnosti sídlí v severozápadní a jižní části země.

#### Sociální a environmentální dopady
Zaměstnanci pracující v těžebním průmyslu získávají velké příjmy, ale většina z nich nepochází z Mali, proto si obyvatelé v oblastech těžby stěžují na malý přínos, který jim toto odvětví přináší. Obyvatelé si stěžují i na vysídlení kvůli vzniku dolů. Kvůli dolu Sadiola zaniklo 43 vesnic, ve Fourou poblíž velkých zlatých dolů Syama došlo k vysídlení 121 vesnic.  
Kromě toho existují v malém měřítku i neregulované těžby, kde je často využívaná dětská práce. Tato neregulovaná těžba slouží k zásobení velkého mezinárodního trhu se zlatem v Bamaku, který přispívá k mezinárodní produkci. Nedávná kritika se vynořila i kolem pracovních podmínek, odměňování a rozšířeného využívání dětské práce v těchto malých zlatých dolech (jak bylo nedávno uvedeno v seznamu zboží vyrobeného dětskou nebo nucenou prací Ministerstva práce USA) a také proti způsobu, jakým prostředníci nakupují a přepravují zlato v regionálních centrech, jako jsou Sikasso a Kayes. Zlato shromážděné ve městech je prodáváno téměř bez regulace a dohledu větším obchodním domům v Bamaku nebo Konakry popřípadě hutím v Evropě.  
Z ekologického hlediska plynnou největší obavy zejména ze znečištění vody hlušinou.

#### Další nerostné suroviny
V Mali se mimo jiné také těží kaolin, sůl, fosfát a vápenec. Vláda se snaží vzbudit zájem o těžbu ropy z povodí Taoudeni.

## Výroba
Během koloniálního období investice soukromého kapitálu prakticky neexistovaly a veřejné investice byly věnovány převážně zavlažovacímu systému Office du Niger a správním výdajům. Po získání nezávislosti vybudovalo Mali za pomoci různých dárců několik lehkých průmyslových odvětví. Výroba, skládající se převážně ze zpracovaných zemědělských produktů, představovala v roce 1990 asi 8 % HDP.

## Ekonomická reforma

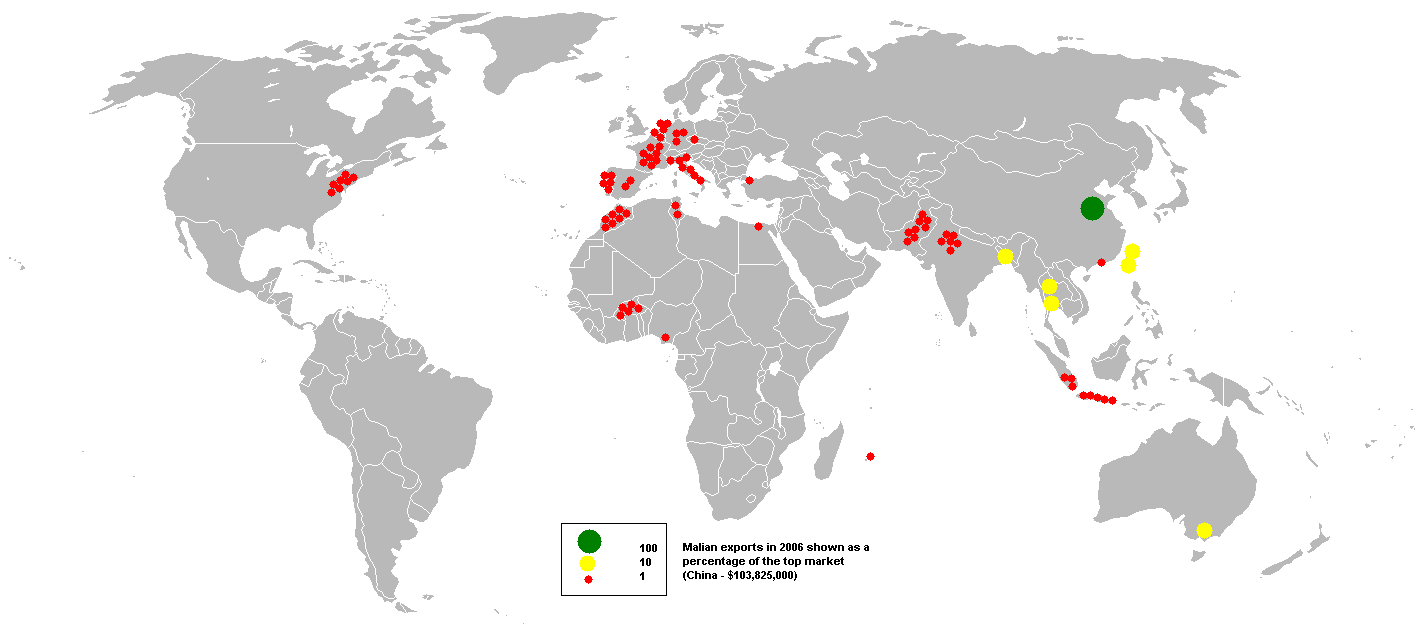
Exportní destinace Mali v roce 2006

Mezi lety 1992 a 1995 provedlo Mali ekonomický ozdravný program, jehož výsledkem byl ekonomický růst a snížení finanční nerovnováhy. To se odrazilo ve zvýšeném tempu růstu HDP (9,6 % v roce 2002) a ve snížené inflaci. HDP v roce 2002 činil 3,2 miliardy USD, tvořeno zemědělstvím 37,8 %, průmyslem 26,4 % a službami 35,9 %.
Účinné provádění makroekonomické stabilizace a hospodářské liberalizace a stabilní politická situace vedly k dobré ekonomické výkonnosti a umožnily Mali posílit základní elementy tržně orientovaného hospodářství a podpořit rozvoj soukromého sektoru, což je podpořeno významným pokrokem při provádění privatizačního programu země. Cílem zemědělských reformních opatření bylo správně rozdělit výrobu, zároveň jí rozšířit a snížit náklady.
Ekonomická výkonnost Mali je křehká, charakterizovaná zranitelností vůči klimatickým podmínkám, kolísáním směnných relací, závislostí na přístavech v sousedních zemích.

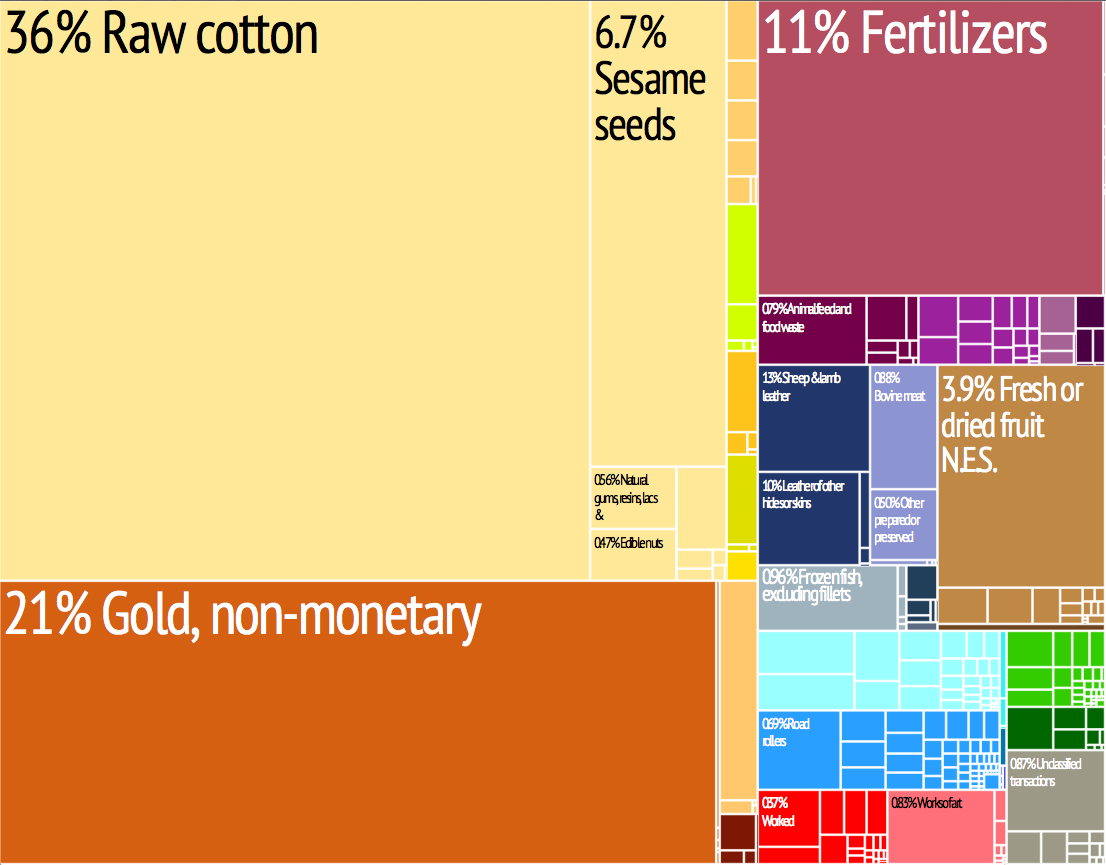
Poměrně vyobrazení exportu z Mali

Mali produkuje bavlnu, obiloviny a rýži. Ačkoli místní produkce rýže nyní konkuruje dovážené asijské rýži, primárním exportem Mali je bavlna. Růst zaznamenal vývoz hospodářských zvířat a průmysl (výroba rostlinných a bavlníkových olejů a textílií). Ačkoli většina Mali je poušť nebo polopoušť, řeka Niger je potenciálním zdrojem zavlažování. Vývoz probíhá ve třech primárních produktech (56 % zlato, 27 % bavlna, 5 % hospodářská zvířata). Pobřeží slonoviny je místem, kudy prochází většina exportu z Mali, a krize, která zde dříve byla, měla negativní dopad na ekonomiku Mali.
Těžební průmysl v Mali nedávno přilákal obnovený zájem a investice zahraničních společností. Zlato a fosfát jsou jedinými minerály těženými v Malii přes to, že se zde nacházejí i ložiska mědi a diamantů. Postavení zlata do pozice předního exportního produktu od roku 1999 pomohlo Mali zmírnit některé nepříznivé dopady krizí spojených s bavlnou a Pobřeží slonoviny.
Rozvoj ropného průmyslu je důležitý z důvodu závislosti země na dovozu všech ropných produktů ze sousedních států. Elektřina je poskytována polostátním podnikem Electricite du Mali.

## Zahraniční pomoci
Obyvatelé Mali jsou většinou francouzsky mluvící. Mali je hlavním příjemcem zahraniční pomoci z mnoha zdrojů, včetně všestranných organizací (zejména Světová banka, Africká rozvojová banka a Arabské fondy) a dalších programů financovaných Evropskou unií, Francií, Spojenými státy, Kanadou, Nizozemskem a Německem. Spolupráce s Brazílií roste rychle, zejména v produkci bavlny, a to hlavně díky vývoji bavlníkových semen adaptovaných na půdu v Mali. Od roku 2009 se díky této spolupráci v Mali zvýšila kvalita a produktivita bavlníkových polí. Brazilsko-malijská spolupráce také od roku 2019 zahájila chov dobytka a obnovu erodovaných půd v zemědělství. Před rokem 1991 byl Sovětský svaz hlavním zdrojem ekonomické a vojenské pomoci, včetně výstavby cementárny a zlatého dolu Kalana.
V současné době je pomoc z Ruska omezena výhradně na školení a poskytování náhradních dílů. Čínská podpora zůstává vysoká a počet čínsko-malijských společností se společným vlastnictvím se v posledních 3 letech velmi zvýšil, což vedlo k otevření čínského investičního centra. Číňané jsou hlavními účastníky textilního průmyslu a velkých stavebních projektů, včetně výstavby mostu přes řeku Niger, konferenčního centra, rychlostní silnice v Bamaku a nového národního stadionu, který byl dokončen pro Africký pohár v roce 2002.
V roce 1998 dosáhla americká pomoc hranice více než 40 milionů dolarů. To zahrnovalo 39 milionů dolarů na sektorovou podporu prostřednictvím programů Agentury Spojených států amerických pro mezinárodní rozvoj (USAID), převážně směřujících do místních komunit prostřednictvím soukromých dobrovolných agentur. Dále rozpočet programu Mírových sborů ve výši 2,2 milionu dolarů pro více než 160 dobrovolníků sloužících v Mali, svépomoc a prostředky demokracie ve výši 170 500 dolarů a 650 000 dolarů určených na podporu voleb. Vojenská pomoc zahrnuje 275 000 dolarů na program Mezinárodní výcvik vojenského vzdělávání (IMET), 1,6 milionu dolarů na iniciativu Výcvik a pomoc při pohotovostních operacích v Africe (ACOTA), 60 000 dolarů na Společné kombinované cvičení (JCET) a 100 000 dolarů na humanitární pomoc.

## Statistiky
HDP: parita kupní síly – 41,22 miliardy USD (odhad 2017)
HDP – reálné tempo růstu: 5,4 % (2017 odhad)
HDP – na obyvatele: parita kupní síly – 2200 USD (odhad 2017)
HDP – složení podle odvětví:
zemědělství: 41,8 % (2017 odhad)
průmysl: 18,1 % (2017 odhad)
služby: 40,5 % (2017 odhad)
Počet obyvatel pod hranicí chudoby:
36,1 % (odhad 2005)
Příjem nebo spotřeba domácnosti podle procentního podílu:
nejnižší 10 %: 2,4 % (2001 odhad)
nejvyšší 10 %: 30,2 % (2001 odhad)
Míra inflace (spotřebitelské ceny): 1,8 % (odhad 2017)
Pracovní síla: 6 447 milionů (2017 odhad)
Pracovní síla – podle zaměstnání: zemědělství a rybolov: 80 % (2005 odhad)
průmysl a služby: 20 % (2005 odhad)
Míra nezaměstnanosti: 12 %
Rozpočet:
výnosy: 3,075 miliardy (2017 odhad)
výdaje: 3,513 miliardy (2017 odhad)
Odvětví: zpracování potravin; konstrukce; těžba fosfátů a zlata
Tempo růstu průmyslové výroby: 6,3 % (2017 odhad)
Elektřina – výroba: 2,489 miliardy kWh (2016 odhad)
Elektřina – výroba podle zdroje:
fosilní palivo: 68 %
hydro: 31 %
jaderná: 0 %
ostatní: 1 % (2017 odhad)
Elektřina – spotřeba: 2,982 miliardy kWh (2016 odhad)
Elektřina – vývoz: 0 kWh (2016 odhad)
Elektřina – dovoz: 800 milionů kWh (2016 odhad)
Zemědělství – produkty: bavlna, perlové proso, rýže, kukuřice, zelenina, arašídy; skot, ovce, kozy
Export: 3,06 miliardy USD (odhad 2017)
Export – komodity: bavlna 50 %, zlato, hospodářská zvířata
Export – partneři: Švýcarsko 31,8 %, SAE 15,4 %, Burkina Faso 7,8 %, Pobřeží slonoviny 7,3 %, Jihoafrická republika 5 %, Bangladéš 4,6 % (2017)
Import: 3,644 miliardy USD (odhad 2017)
Import – komodity: ropa, stroje a zařízení, stavební materiály, potraviny, textil
Import – partneři: Senegal 24,4 %, Čína 13,2 %, Pobřeží slonoviny 9 %, Francie 7,3 % (2017)
Dluh – externí: 4,192 miliardy USD (odhad k 31. prosinci 2017)
Ekonomická pomoc – příjemce: 691,5 milionu USD (2005)
Měna: 1 Západoafrický frank = 100 centimů
Směnné kurzy: počet afrických franků za 1 dolar – 647,25 (leden 2000), 615,70 (1999), 589,95 (1998), 583,67 (1997), 511,55 (1996), 499,15 (1995)
Poznámka: od 1. ledna 1999 je Západoafrický frank vázán na euro ve výši 655 957 franků za euro.